# Романенко Анатолій Юхимович
Анато́лій Юхи́мович Романе́нко (15 грудня 1928, село Новопавлівка Межівського району Дніпропетровської області) — український науковець у галузі радіаційної медицини та радіаційної гігієни, доктор медичних наук (1982), професор (1983), академік Академії медичних наук України (1997). Директор Наукового центру радіаційної медицини АМН України (1986—2001).
Міністр охорони здоров'я УРСР у 1975—1989 роках. Депутат Верховної Ради УРСР 9—11-го скликань. Член Ревізійної комісії КПУ в 1976—1986 р. Член ЦК КПУ в 1986—1990 р.

## Біографія
Навчався в Новопавлівській середній школі. 1954 року закінчив Дніпропетровський державний медичний інститут.
У 1954—1955 роках — асистент кафедри анатомії Дніпропетровського державного медичного інституту.
У 1955—1963 роках — хірург, згодом — головний лікар Новопокровської районної лікарні Солонянського району Дніпропетровської області.
Член КПРС з 1956 року.
У 1963—1967 роках — завідувач Дніпропетровського міського відділу охорони здоров'я.
У 1967—1975 роках — завідувач Дніпропетровського обласного відділу охорони здоров'я.
24 квітня 1975 — 10 листопада 1989 року — міністр охорони здоров'я Української РСР.
1986 року заснував та до 2001 року керував Науковим центром радіаційної медицини АМН України та був його генеральним директором. Починаючи з 2001 року — радник при дирекції Наукового центру радіаційної медицини АМН України.
Проживає в місті Києві.

### Родина
Виховав доньку Світлану, яка була вбита в 1994 році під час пограбування її квартири. Зять — науковець-металург, доктор технічних наук, народний депутат України Сергій Чукмасов (нар. 1955).

## Наукова діяльність
Основні напрями його наукових зацікавлень: радіаційна гігієна, радіаційна медицина, радіологія, стратегія медичних контрзаходів при великомасштабних радіаційних аваріях.
Є засновником наукового напрямів:
- епідеміологічна оцінка впливу іонізуючої радіації в малих кількостях,
- ретроспективні дослідження діагнозів індивідуальних та колективних доз опромінення, отриманих репрезентативними групами населення.

Його наукові дослідження сприяли вивченню пострадіаційних лейкемій та покращенню своєчасного вивчення та раннього діагностування цієї патології.
Є автором 315 наукових робіт, з них 12 монографій. Зареєстровано 3 авторські патенти. Як педагог підготував 11 докторів та кандидатів наук.
Входив до складу проблемної комісії «Проблеми радіаційної медицини» МОЗ та НАМН України; очолював Центральну міжвідомчу експертну раду по встановленню причинних зв'язків хвороб, інвалідності та смерті з дією іонізуючого випромінювання та інших шкідливих факторів внаслідок аварії на Чорнобильській АЕС.
Директор Центру співробітництва з ВОЗ щодо медичної готовності та допомоги при радіаційних аваріях. Член Вченої ради по теоретичній та практичній медицині Президії НАМН України, член Вченої ради міністерства охорони здоров'я. Входив до складу редакційної колегії «Українського медичного журналу» та збірника «Проблеми радіаційної медицини».
Серед його робіт:
- «Проблеми та основні принципи охорони здоров'я в умовах великих комунальних аварій на атомних електростанціях з позицій аналізу медичних наслідків Чорнобильської катастрофи» — 1999,
- «Ефективність організаційних заходів по мінімізації наслідків Чорнобильської катастрофи» — 1999,
- «Біологічні ефекти низьких доз опромінення», 1999,
- «Радіаційна медицина в об'єктивній оцінці наслідків Чорнобильської катастрофи» — 2000,
- «Солідні раки та рак щитоподібної залози у підлітків та дорослих на найбільш постраждалих територіях України після Чорнобильської катастрофи», 2004,
- «Chronic lymfoid leukemia in the eohort of clean up workers following the Chornobyl accident (epidemiologic and hematologic aspects)», 2005.

## Нагороди
- орден Жовтневої Революції (1975)
- три ордени Трудового Червоного Прапора
- орден «Знак Пошани» (1961)
- медалі